# پیشکوپی
پیشکوپی (به لاتین: Peshkopi) یک شهر در آلبانی است که در استان دیبر واقع شده‌است.
در ۱۸۷ کیلومتری (۱۱۶ مایل) از تیرانا، پایتخت آلبانی و ۲۰ کیلومتری (۱۲ مایل) از مرز مقدونیه شمالی واقع شده‌است. در ارتفاع ۶۵۱ متری از سطح دریا قرار دارد. این پایتخت هر دو بخش (qark و ناحیه (rreth) استان دیبر است.
پیشکوپی در شرق رودخانه بلک درین واقع شده‌است. دره درین پایین‌ترین قسمت منطقه است. سنگ معدن معدنی مانند کروم، گوگرد و سنگ مرمر در این منطقه کشف شده‌است. همچنین یک مرکز مهم صنعتی خصوصاً در رابطه با صنایع غذایی در آلبانی است.